# 甘肅鼴
甘肅鼴屬（学名：Scapanulus）是哺乳綱鼩形亚目鼴科的一個屬，屬下只有甘肅鼴一個種，是中國的特有種。在中国大陆，分布于甘肃、陕西、青海、四川等地，常见于山地森林。该物种的模式产地在甘肃临潭。。與甘肅鼴屬（甘肅鼴）同科的動物尚有西鼴屬（海岸鼴）、美洲鼴屬（美洲鼴）等之數種哺乳動物。

## 保护
- 中国濒危动物红皮书等级：稀有